# Eparchia di Trebisonda degli Armeni
L'eparchia di Trebisonda degli Armeni (in latino Eparchia Trapezuntina Armenorum) è una sede soppressa della Chiesa armeno-cattolica e sede titolare della Chiesa cattolica.

## Storia
L'eparchia di Trebisonda degli Armeni fu eretta il 30 aprile 1850 con la bolla Universi Dominici gregis di papa Pio IX. Inizialmente era suffraganea dell'arcieparchia primaziale di Costantinopoli; dal 1866 passò sotto la diretta giurisdizione del patriarcato di Cilicia degli Armeni.
Nel 1903 erano segnalati circa 5.000 cattolici armeni, 18 preti, con 3 chiese e 2 cappelle.
A causa del genocidio d'inizio Novecento, l'eparchia, come tutte le diocesi armene turche, perse la maggior parte della sua popolazione. L'ultimo vescovo residente fu Giovanni Naslian.
Dal 1972 Trebisonda degli Armeni è annoverata tra le sedi vescovili titolari della Chiesa cattolica; la sede è vacante dal 28 gennaio 2002.

## Cronotassi dei vescovi
- Giuseppe Arachial † (30 aprile 1850 - 21 dicembre 1863 nominato eparca di Ancira)
- Giovanni Gureguian (Ghiureghian) † (25 marzo 1865[3] - 30 agosto 1874 deceduto)
- Paolo Marmarian † (14 agosto 1877[4] - circa 1900 deceduto)
- Stefano Apikian † (25 giugno 1903 - circa 1908 deceduto)
- Giovanni Naslian † (27 agosto 1911 - 1º luglio 1928 dimesso)[5]

## Cronotassi dei vescovi titolari
- Hovhannes Tertsakian, C.A.M. † (5 gennaio 1995 - 28 gennaio 2002 deceduto)